# Koń andaluzyjski

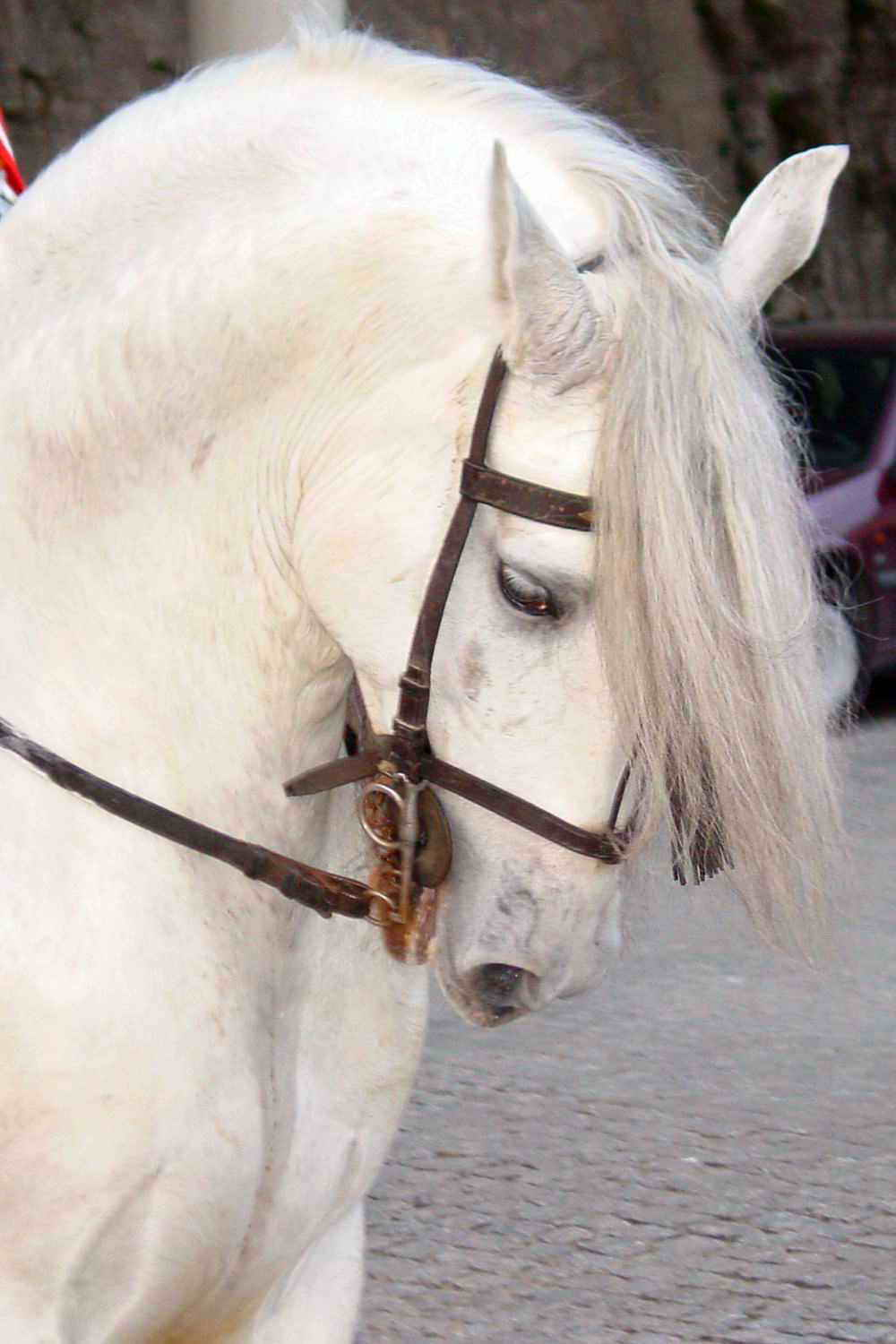
Koń andaluzyjski

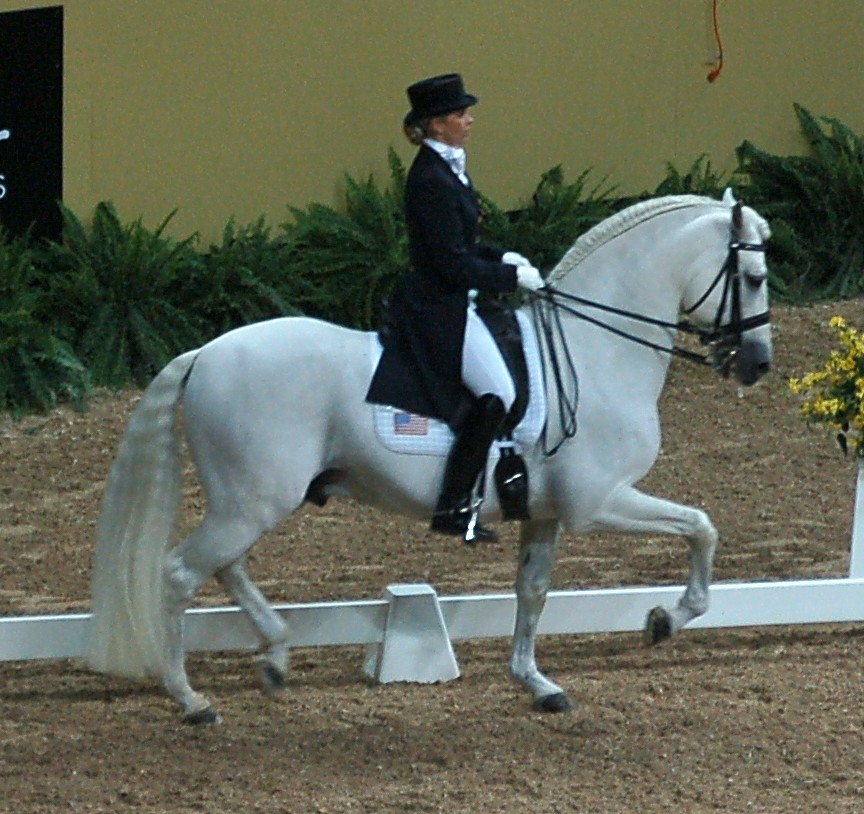
Koń andaluzyjski podczas zawodów (2007)

Koń andaluzyjski, Pura Raza Española (skrót PRE) – jedna z ras koni gorącokrwistych, a jednocześnie jedna z najsławniejszych ras z Hiszpanii. Koń andaluzyjski pochodzi z Półwyspu Iberyjskiego i rozpowszechnił się w całej Europie.
Głównym ośrodkiem szkoleniowym koni andaluzyjskich jest Królewska Andaluzyjska Szkoła Sztuki Jeździeckiej (Real Escuela Andaluza de Arte Ecuestre) w Jerez de la Frontera w południowo-zachodniej Hiszpanii, w Andaluzji.

## Wygląd
Jest to koń silnie zbudowany, średniej wielkości z wysoko osadzoną szyją, o prostym profilu głowy i często pofalowanej grzywie i włosach ogona. Szyja jest zwykle dość gruba, ładnie łukowato wygięta (mocniej u ogierów), zgrabnie osadzona na dobrych, skośnie opadających łopatkach. Koń ma głowę o prostym lub lekko wypukłym profilu, z szerokim czołem i dużymi oczyma w kształcie migdałów. Klatka piersiowa jest szeroka i głęboka, kłoda owalna z dobrze zaznaczonym kłębem poprzedzającym grzbiet zwarty oraz krótki, a zad dobrze umięśniony, z nisko osadzonym grubym ogonem. Koń posiada dobrą prezencję i taką samą akcję, w której zawiera ruch z wysokim unoszeniem kończyn, używany podczas parad, nazywany paso de andatura. Wzrost waha się od 150 do 160 cm.
W 1832 epidemia bardzo obniżyła liczebność koni na półwyspie Iberyjskim. Ze stadnin koni andaluzyjskich przetrwało tylko niewielkie stado w klasztorze Cartuja. Przeprowadzone badania wykazały, że aktualnie 80% andaluzyjskich koni pochodzi od przodków z tego stada.

## Charakter

Koń andaluzyjski w galopie

Jest to koń spokojny i cierpliwy, łagodny i inteligentny o wyrównanym temperamencie, bardzo mocno przywiązujący się do człowieka, doskonały do jazdy w siodle. Był używany podczas Korridy.

## Umaszczenie
Najczęściej występuje maść siwa i siwa jabłkowita, ale także gniada, kara, izabelowata. Spotykane są też konie kasztanowate i derszowate.

## Nazwa
Oficjalna nazwa andaluzów brzmi Pura Raza Española co oznacza "czysta rasa hiszpańska". W XVI-XVIII wieku konie tej rasy nazywano Dzianetami. Skrót od pełnej nazwy to P.R.E.. Szkolenia skierowane są przede wszystkim na klasyczne ujeżdżenie, do którego konie te są szczególnie przydatne. Dzięki ich imponującemu wyglądowi i dumnej postawie są wykorzystywane od wieków na corridach i podczas parad hiszpańskich świąt narodowych. Są silne.
Rasy jak alter real, lusitano, peninsula, zapatero i andaluzyjska mogą być określane wspólnym mianem koni iberyjskich, gdyż tak naprawdę są one ze sobą blisko skoligacone i prezentują podobne charakterystyki.
W Europie cechy andaluzyjczyka obserwuje się u koni holsztyńskich, fryderyksborskich, kladrubskich, lipicańskich, fryzyjskich, oldenburgów, hackneyów, starych koni normańskich i kłusaków orłowskich, a w Ameryce u Quarter Horse'a oraz Criollo.